# Kirkja
Kirkja – wieś na Wyspach Owczych, w gminie Fugloy, na wyspie Fugloy. Posiada obecnie (I 2015 r.) 28 stałych mieszkańców. Kod pocztowy miejscowości to FO-766.

## Demografia
Według danych Urzędu Statystycznego (I 2015 r.) jest 91. co do wielkości miejscowością Wysp Owczych.